# Escrita à mão
A escrita à mão ou escrita manual é a escrita feita com um instrumento de escrita, como uma caneta ou lápis, na mão. A escrita à mão inclui os estilos de letra de imprensa e letra cursiva e é distinta da caligrafia formal e da tipografia. Como a escrita manual de cada pessoa é única e diferente, ela pode ser usada para verificar o redator de um documento. A deterioração da escrita manual de uma pessoa também é um sintoma ou resultado de várias doenças; por exemplo, a incapacidade de produzir manualmente uma escrita clara e coerente também é conhecida como disgrafia.

## Originalidade
Cada pessoa tem seu estilo próprio e único de escrita à mão, seja no dia a dia ou na sua assinatura pessoal. O ambiente cultural e as características da forma escrita da língua mãe em que se aprendeu a escrever são as principais influências no desenvolvimento do estilo. Mesmo gêmeos idênticos que compartilham aparência e genética não têm a mesma caligrafia.
As características da escrita manual incluem:
- a forma específica das letras, por exemplo, sua redondeza ou nitidez
- espaçamento regular ou irregular entre letras
- a inclinação das letras
- a repetição rítmica dos elementos ou arritmia
- a pressão contra o papel
- o tamanho médio das letras
- a espessura das letras

## Condições médicas
A disgrafia é muitas vezes acompanhada por outras dificuldades de aprendizagem e/ou transtorno do neurodesenvolvimento como o TDAH. Da mesma forma, pessoas com ADD/ADHD apresentam maiores taxas de dislexia.  Não se sabe quantos indivíduos com ADD/ADHD que também tem dificuldade com a escrita manual realmente têm dificuldades de aprendizagem não diagnosticadas como dislexia ou se na verdade é a disgrafia que causa dificuldades de escrita à mão. 
Descobriu-se que crianças com TDAH são mais propensas a ter escrita menos legível, cometer mais erros de ortografia, mais inserções e/ou exclusões de letras e mais correções. Em crianças com essas dificuldades, as letras tendem a ser maiores com grande variabilidade de tamanho letras, espaçamento entre letras, espaçamento entre palavras e alinhamento das letras na linha base. A variabilidade da escrita manual aumenta com textos mais longos. A fluência do movimento é normal, mas as crianças com TDAH eram mais propensas a fazer movimentos mais lentos durante a tarefa de escrever e segurar a caneta por mais tempo no ar entre os movimentos, especialmente quando tinham que escrever letras complexas, implicando que o planejamento do movimento pode demorar mais. As crianças que têm TDAH tiveram maior probabilidade de ter dificuldade em parametrizar os movimentos de forma consistente. Isso foi explicado com o comprometimento da habilidade motora devido à falta de atenção ou à falta de inibição. Para antecipar uma mudança de direção entre os traços, a atenção visual constante é essencial. Com desatenção, as mudanças ocorrerão tarde demais, resultando em letras mais altas e alinhamento ruim das letras na linha de base. A influência da medicação na qualidade da escrita manual não é clara.

## Grafologia
Grafologia é o estudo pseudocientífico e análise da escrita manual em relação à psicologia humana. A grafologia é usada principalmente como uma ferramenta de recrutamento no processo de seleção de candidatos para prever traços de personalidade e desempenho no trabalho, apesar de pesquisas mostrarem correlações consistentemente nulas para esses usos.